# ديبورا موجاش
ديبورا موجاش (بالإنجليزية: Deborah Moggach) (و. 1948  م) هي كاتِبة، وروائية، وكاتبة سيناريو بريطانية، ولدت في هارتفوردشير، هي عضوةٌ في الجمعية الملكية للأدب.

## التعليم
تعلمت في جامعة برستل
.

## جوائز
حصلت على جوائز منها:

زمالة الجمعية الملكية للأدب

## وصلات خارجية
- ديبورا موجاش على موقع IMDb (الإنجليزية)
- ديبورا موجاش على موقع ألو سيني (الفرنسية)
- ديبورا موجاش على موقع أول موفي (الإنجليزية)
- ديبورا موجاش على موقع قاعدة بيانات الأفلام السويدية (السويدية)
- ديبورا موجاش على موقع قاعدة بيانات الفيلم (الإنجليزية)
- ديبورا موجاش على موقع كينوبويسك (الروسية)